# Río Curaco (Morguilla)
El río Curaco es un curso natural de agua que fluye en la Región del Biobío, al sur de Cañete y desemboca en el océano Pacífico.

## Historia
Luis Risopatrón lo describe brevemente en su Diccionario Jeográfico de Chile de 1924:: 280 
Curaco (Rio). Poco caudaloso, corre hácia el SW i se vacia en el mar a corta distancia al N de la punta Morguilla. 61, xx, p, 472 mapa i 478; 66, p. 265; 135 Pissis; i. 136.